# フレデリック・ウェイアンド
フレデリック・カールトン・ウェイアンド（英語: Frederick Carlton Weyand、1916年9月15日 - 2010年2月10日）は、アメリカ合衆国の軍人。最終階級は大将。陸軍に所属し、ベトナム戦争における最後の南ベトナム軍事援助司令部司令官を務め、後に第27代陸軍参謀総長を務めた。

## 経歴

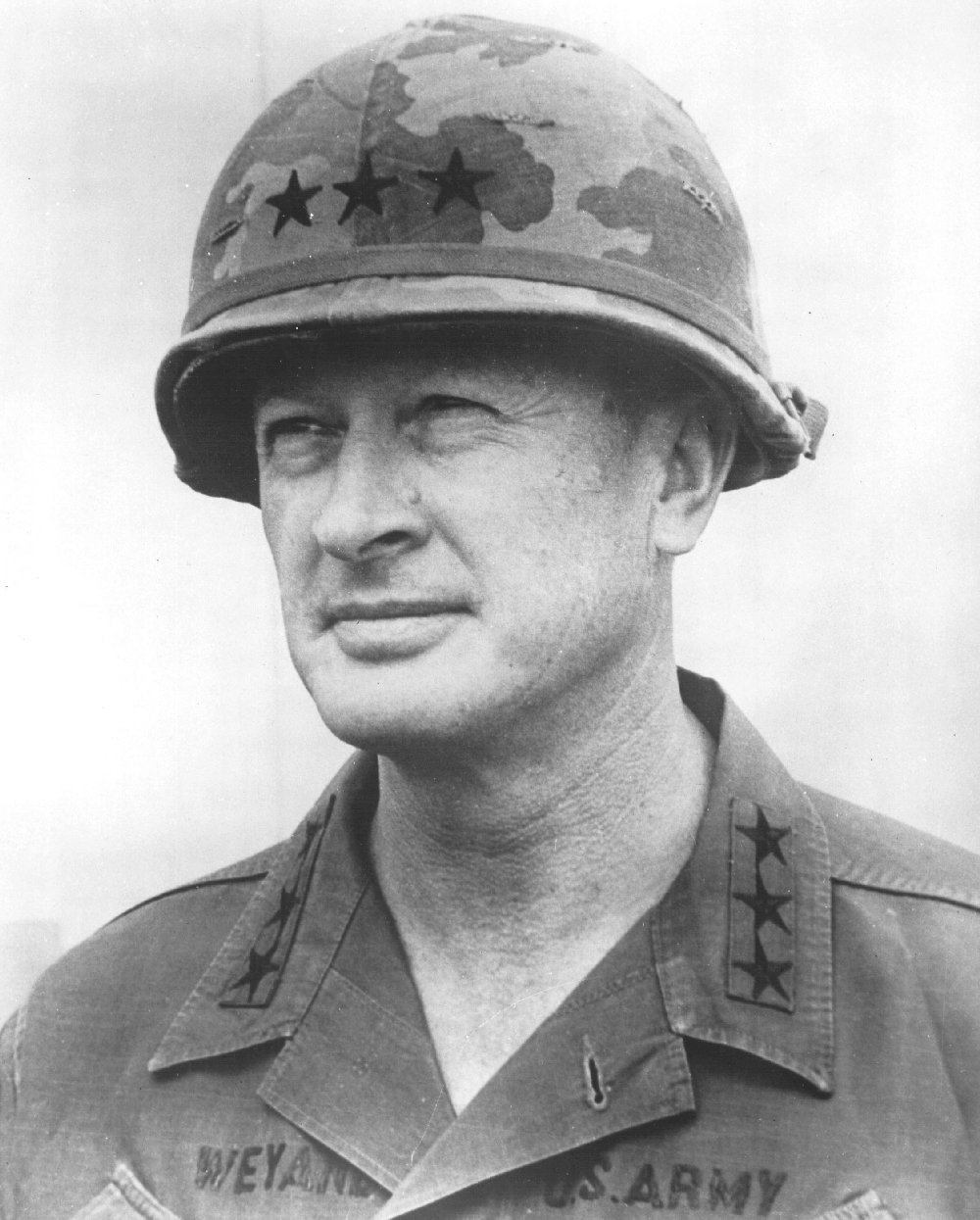
ベトナム第2野戦軍司令官時代のウェイアンド中将。

1916年9月15日にカリフォルニア州アーバックルに誕生した。カリフォルニア大学バークレー校在学中に予備役将校訓練課程に志願して少尉に任官し、1938年5月に卒業した。

### 第二次世界大戦からベトナム派遣まで（1940年 - 1964年）
1940年からウェイアンドは現役に編入され第6野戦砲兵連隊に勤務した。1942年、陸軍指揮幕僚大学を卒業し、同年から1943年までサンフランシスコ港湾防衛司令部に副官として勤務。1944年、戦争省に情報将校として勤務。1944年から1945年まで、中国＝ビルマ＝インド戦線の主任情報将校。終戦直後から1946年まで陸軍情報部に勤務。
1946年から1949年まで中部太平洋陸軍の主任情報将校であった。1950年、陸軍歩兵学校を卒業。朝鮮戦争中の1950年から1951年にかけて、第7歩兵連隊第1大隊長、第3歩兵師団の情報担当たる参謀長補などを務めた。
1952年から1953年まで歩兵学校にて教官を務める。その後軍幕僚学校に入校し、卒業後は1954年まで財務担当陸軍次官事務所(Office of the Assistant Secretary of the Army for Financial Management)に秘書として勤務。1954年から1957年まで陸軍長官秘書。1958年には陸軍大学校を卒業し、1959年まで欧州駐留の第6歩兵連隊第3大隊に勤務。1960年、在ベルリン米軍司令部勤務を経てアメリカ欧州陸軍の通信担当参謀長を1961年まで務める。1961年から1964年まで、陸軍省議会連絡部(legislative liaison)の副部長および部長を務める。

### ベトナム戦争（1964年 - 1972年）
1964年、ハワイに駐屯している第25歩兵師団の師団長に就任。ウェイアンドは第25歩兵師団長としてベトナムに派遣され、1965年から1966年まで戦った。1967年、第25師団長の職を退きベトナム第2野戦軍副司令官となり、後に司令官代行を経て司令官に就任した。第2野戦軍はベトナム共和国陸軍（ARVN, 南ベトナム陸軍）が指定する第3軍団戦術区（サイゴンなど11の省）の防衛について責任を負っていた。1968年、予備役軍局(Office of Reserve Components)の局長に就任。
ウェイアンドは情報将校としての長年の経験から、ウィリアム・ウェストモーランド将軍が提唱する従来型の戦術には反対していた。彼は「ベトナムにおける勝利の鍵とは、南ベトナムの集落の確保および平定にある」（the key to success in Vietnam was in securing and pacifying the towns and villages of South Vietnam）と主張していたという。
1969年、ヘンリー・C・ロッジ大使の軍事顧問としてパリ平和会談に随行し、1970年、戦力開発担当参謀長補に就任した。同年中に南ベトナム軍事援助司令部(MACV)副司令官に就任。1972年6月30日よりクレイトン・エイブラムス将軍の後任としてMACV司令官に就任した。1972年末までウェイアンドはアメリカ軍のベトナム撤兵を監督する立場にあった。

### ベトナム戦争後（1973年5月 - 1976年10月）
1973年5月に太平洋陸軍司令官に就任した。さらに同年中に陸軍副参謀総長に就任し、1974年10月まで務めた。
その後陸軍参謀総長に就任し、1974年10月3日から1976年9月30日まで務めた。同年10月に陸軍を退役した。

### 退役後

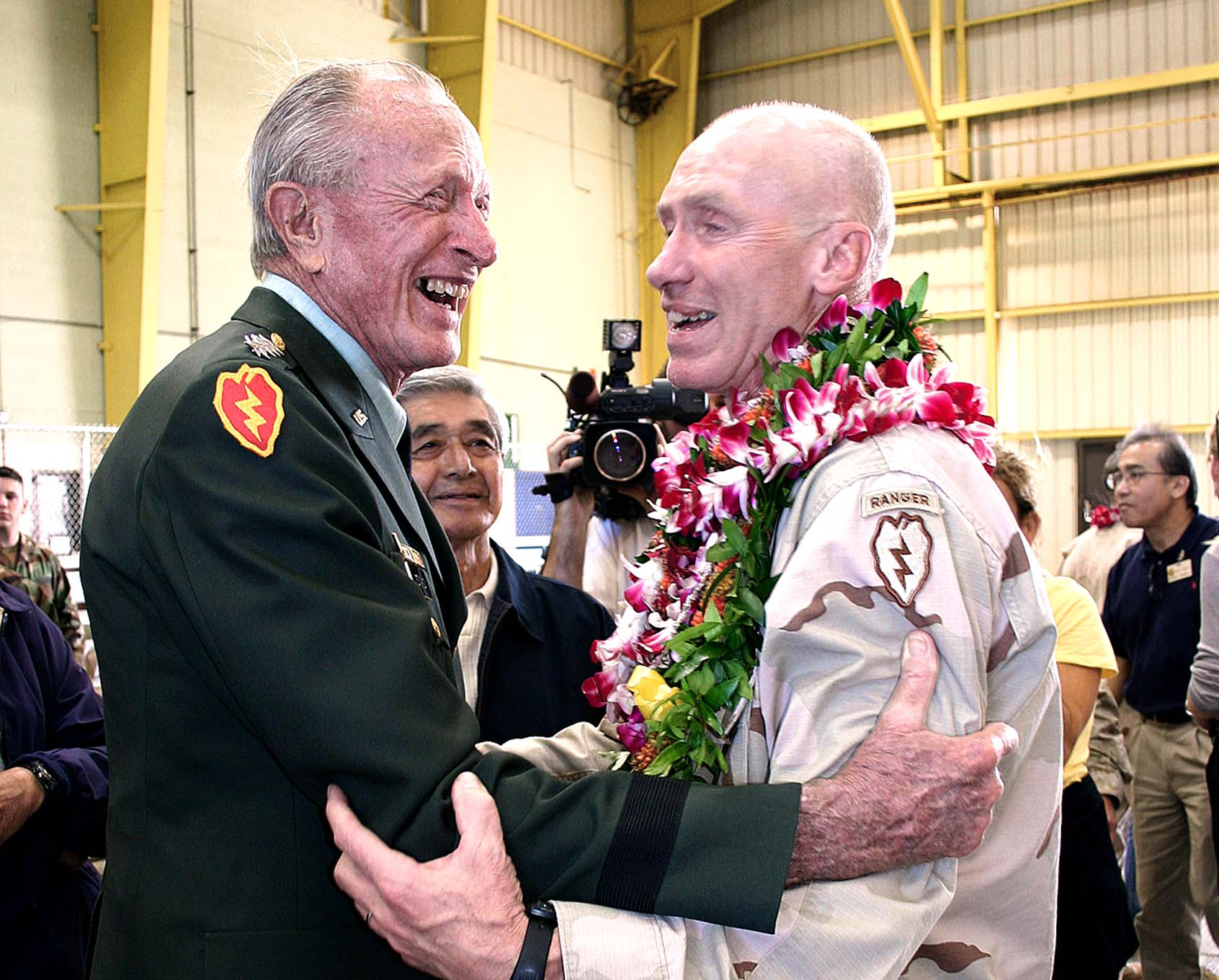
第25師団のアフガニスタンからの帰国を記念した式典で師団長エリック・オルソン少将（右）を歓迎するウェイアンド（左）。（ウィーラー陸軍飛行場にて、2005年）

1976年10月に軍を退役した後、ウェイアンドはかつて師団長を務めた第25歩兵師団司令部のあるハワイ州ホノルルに移住した。ホノルルでは実業家として活動し、いくつかの企業に役員として名をおいたほか、1976年から1982年まではファースト・ハワイアン・バンクの上級副頭取を務めた。ホノルルのロータリークラブなどの地域団体にも所属した。アメリカ赤十字社ハワイ支部にも所属し、1992年からは取締役会会長を務めている。ホノルル・シンフォニーの代表も務めた。そのほかにソニーオープン・ゴルフトーナメント、シュライナーズ・クラブ、東西センター、アジア太平洋安全保障研究センターなどの活動にも関与した。
ウェイアンドはベトナム戦争復員兵指導プログラムのメンバーであり、そのほかにも陸軍協会、空軍協会、アメリカ士官協会、第25歩兵師団協会、ゴー・フォー・ブローク協会（第100歩兵大隊、第442連隊の戦友会）、第3歩兵師団協会、第7歩兵連隊協会など、多くの戦友会組織に所属した。
2010年2月10日にホノルルのカハラヌイ退職者住居にて老衰により死去した。
ウェイアンドは2度結婚している。1940年に結婚した最初の妻のアーリーンが2001年に死去した後、2人目の妻のメアリーと結婚した。ウェイアンドには3人の子供、2人の継娘、2人の継息子がおり、さらに10人の孫がいた。

## 1967年8月の『ニューヨーク・タイムズ』の記事について
2006年12月11日付けの『ニューヨーク・タイムズ』紙に掲載された社説において、ベトナム戦争中にCBSの記者だったマーレイ・フロムソンは、1967年8月7日に同紙に掲載された記事『Vietnam: The Signs of Stalemate.』（ベトナム：膠着の兆し）にて、担当記者だったR・W・アップル・ジュニアとフロムソンの取材に応じ、前線の膠着を語った「匿名の軍高官」の正体はウェイアンド将軍であったと述べた。この記事はベトナム戦争が膠着状態に陥ったことを示唆した最初の記事であり、また戦争に対するアメリカの国民感情を変化させることにつながったとされる。